# Mark Salle
Mark Salle (Barking, 13 de abril de 1957 - Brands Hatch, 20 de octubre de 1985) fue un piloto de motociclismo británico, que compitió en el Campeonato del Mundo de Motociclismo desde 1982 hasta su muerte en 1985.

## Carrera
Salle comienza su carrera simultáneamente en la categoría de 250 y 350 cc con una Yamaha en Inglaterra antes de debutar en el Mundial en el Gran Premio de Gran Bretaña de 1982 de 500cc a bordo de una Suzuki, en el que acabará en la 28.ª posición. Al siguiente año, obtendrá un décimo lugar en el Gran Premio de los Países Bajos en 500cc con lo que finalizará en la posición 19 de la general de los 500 cc. Todavía en Suzuki en el equipo Royal Cars, Salle disputará tres Grandes Premios en 1984 y cinco en 1985. Moriría en el circuito de Brands Hatch en unos entrenamientos.

## Resultados en los Grandes Premios de Motociclismo
Sistema de puntuación de 1968 a 1987
| Puesto | 1  | 2  | 3  | 4 | 5 | 6 | 7 | 8 | 9 | 10 |
| Puntos | 15 | 12 | 10 | 8 | 6 | 5 | 4 | 3 | 2 | 1  |

Sistema de puntuación de 1988 a 1992
| Puesto | 1  | 2  | 3  | 4  | 5  | 6  | 7 | 8 | 9 | 10 | 11 | 12 | 13 | 14 | 15 |
| Puntos | 20 | 17 | 15 | 13 | 11 | 10 | 9 | 8 | 7 | 6  | 5  | 4  | 3  | 2  | 1  |

(Las carreras en negrita indica que se consiguió la pole; la letra cursiva indica que consiguió la vuelta rápida)
| Temporada | Categoría | Equipo | 1     | 2     | 3       | 4     | 5     | 6     | 7       | 8      | 9      | 10      | 11    | 12    | 13    | 14    | Puntos | Pos. |
| --------- | --------- | ------ | ----- | ----- | ------- | ----- | ----- | ----- | ------- | ------ | ------ | ------- | ----- | ----- | ----- | ----- | ------ | ---- |
| 1982      | 500cc     | Suzuki | ARG - | AUT - | FRA -   | ESP - | NAT - | NED - | BEL     | YUG -  | GBR 28 | SWE -   |       |       | RSM - | GER - | 0      | -    |
| 1983      | 500cc     | Suzuki | RSA - | FRA - | NAT -   | GER - | ESP - | AUT - | YUG -   | NED 10 | BEL 12 | GBR 14  | SWE - | RSM - |       |       | 1      | 19.º |
| 1984      | 500cc     | Suzuki | RSA - | NAT - | ESP -   | AUT - | GER - | FRA - | YUG -   | NED 11 | BEL 19 | GBR 14  | SWE - | RSM - |       |       | 0      | -    |
| 1985      | 500cc     | Suzuki | RSA - | ESP - | GER Ret | NAT - | AUT - | YUG - | NED Ret | BEL -  | FRA -  | GBR Ret | SWE - | RSM - |       |       | 0      | -    |